# Свята Габону
Це список свят Габону .

## Список
- 1 січня: перший день нового року
- 12 березня: День оновлення
- 1 квітня: Великодній понеділок
- 17 квітня: День жінок
- 1 травня: День праці
- 6 травня: День мученика
- 20 травня: День духів
- 15 серпня: Успіння
- 16 серпня: День Незалежності
- 8 серпня: Ід аль-фітр (Закінчення Рамадану)
- 1 листопада: День всіх святих
- 15 жовтня Ід-аль-адха (свято жертвопринесення)
- 25 грудня: Різдво